# 阿里安娜·瓦爾切皮納
阿里安娜·瓦爾切皮納（義大利語：Arianna Valcepina，1994年5月9日—），義大利短道速滑運動員，代表義大利隊參加中國舉行的2022年冬季奧林匹克運動會，並且在混合2000米接力比賽上獲得銀牌。